# Neoserolis arcuata
Neoserolis arcuata är en kräftdjursart som först beskrevs av Moreira1977.  Neoserolis arcuata ingår i släktet Neoserolis och familjen Serolidae. Inga underarter finns listade i Catalogue of Life.